# Броневой, Соломон Иосифович
Соломон Иосифович (Осипович) Броневой (при рождении Давид-Шлойма Иосифович-Нахманович Факторович; 20 января 1906, Одесса, Российская империя — 1995, Ростов-на-Дону) — деятель органов государственной безопасности СССР, майор государственной безопасности (1935), хозяйственный деятель.
Один из первых кавалеров ордена Красной Звезды (1932). Репрессирован в 1936 и в 1949 годах. Отец народного артиста СССР Леонида Броневого.

## Биография

### Происхождение
Родился 20 января (по старому стилю) 1906 года в Одессе в многодетной еврейской семье, отец — кишинёвский мещанин Иосиф-Нахман Элевич Факторович (1862—?), до 1905 года владелец кондитерского магазина (разорён во время погромов); мать — Сура Гершко-Лейбовна Факторович (в девичестве Бычач, 1872—?), дочь одесского мещанина Гершко-Лейба Янкелевича Бычача. Родители заключили брак в Одессе 24 октября 1890 года. У Соломона были братья Абрам (1900—1918) и Александр, вместе с которыми юный Соломон участвовал в революционных событиях 1917—1918 годов в Одессе. По семейной легенде, фамилия Броневой у братьев Факторовичей возникла после январских событий 1918 года, когда брат Соломона — токарь Абрам Иосифович Факторович, бывший «красным дружинником» революционной Одессы — в одном из боёв с юнкерами, защищавшими вокзал под прикрытием броневика, уничтожил этот броневик гранатой (сам погиб). По словам Соломона Иосифовича, «с того времени и стали называть нас, Факторовичей, „бронированными“». После этой истории братьев Александра и Соломона Факторовичей стали звать на Молдаванке «броневыми»; прозвище понравилось братьям, и они поменяли фамилию.

### Служба в органах госбезопасности
С 1917 по 1919 год двенадцатилетний Соломон Факторович работал сотрудником для особых поручений при председателе Одесского совдепа, ревкома, исполкома. В 1919 году Соломон Броневой вступил в ряды комсомола и поступил на службу в погранотряд. В 1920—1923 годах служил в органах ЧК. В 1925 году вступил в ВКП(б).
В годы учёбы на юридическом отделении рабфака в Киеве познакомился со своей будущей женой — студенткой экономического отделения Беллой Львовной Ландау (1907—1998), которая советовала Соломону Иосифовичу выбрать адвокатскую карьеру, но он выбрал экономическую. После окончания рабфака — работает в аппарате Института народного хозяйства Украинской ССР. В 1927 году был исключён из партии по обвинению в троцкизме и уволен из института.
В 1928 году, незадолго до рождения сына, Соломон Броневой по ходатайству старшего брата — начальника 2-го экономического отдела ГПУ УССР А. И. Броневого (который занимался розыском подпольных миллионеров и убеждал их передать государству имеющие богатства) — поступил на службу в Киевский окружной экономический отдел оперативного сектора ГПУ. В 1930 году получил высшее образование, окончив юридический факультет Киевского института народного хозяйства имени Е. Б. Бош. Повторно вступил в ВКП(б) в 1931 году.
Впоследствии был командирован в город Иваново, где занимал должность начальника отделения в Экономическом управлении полпредства ОГПУ по Ивановской Промышленной области. В декабре 1932 года в должности оперуполномоченного ЭКО ПП ОГПУ Ивановской Промышленной области «за исключительные заслуги перед революцией» в 15 годовщину НКВД СССР одним из первых в СССР был награждён орденом Красной Звезды (№ 34, по версии самого Соломона Иосифовича — № 48). Награду получил за участие в кампании по «выкачке» у населения валютных ценностей — С. И. Броневой организовал изъятие валюты и золота на 6 миллионов рублей.
С 3 мая по июль 1934 года — начальник 6-го отделения ЭКУ ГПУ УССР, впоследствии — начальник 6 отделения ЭКО УГБ НКВД УССР.
По словам сына — Леонида Броневого — его отец «допрашивал людей, отбирал у них имущество», «Был заместителем начальника экономического отдела, а это ужасный отдел, по выкачке золота у бывших нэпманов <…>, он отца нынешнего президента Академии наук Украины Патона, великого учёного, допрашивал, чтобы золото тот отдал». Некоторое время служил в Харькове. В 1935 году уволен (демобилизован) из органов госбезопасности.

### Аресты и высылки
В 1935 году назначен заместителем ответственного секретаря пролетарского спортивного общества «Динамо» УССР и по совместительству — директором Киевского стадиона. В 1936 году ЦК КП(б) Украины направил Соломона Броневого работать начальником строительства Центрального парка культуры и отдыха. В дальнейшем был директором этого парка.
2 августа 1936 года решением бюро Молотовского РК КП Украины (г. Киев) исключён из рядов членов партии, как «неразоружившийся троцкист-двурушник». 13 сентября 1936 году арестован органами НКВД УССР. Как утверждал его сын Леонид Броневой, «инкриминировали ему троцкизм — он в двадцать третьем на комсомольском собрании выступил в поддержку Троцкого, извлекли из-под сукна пятнадцатилетней давности протокол и припомнили ему это». При аресте сотрудниками СПО УГБ НКВД УССР был изъят орден Красной Звезды.
Сын Соломона Иосифовича, артист Леонид Броневой, рассказывал об отце: «Когда отца арестовали, мама сетовала: „Тонны золота через его руки прошли — хотя бы крупицу себе оставил!“, а я уверял: „Мамочка, он же порядочный…“. — „Но дурак! Порядочный дурак!“. <…> ночью пришли, маузер в деревянной коробке забрали, что-то там от Дзержинского было, какая-то вещь позолоченная… Забрали маузер, ремень, отец надел гимнастерку, галифе, сапоги и сказал: „Я скоро вернусь“. Много лет спустя я у мамы спросил: „Почему, когда его арестовывали, ты даже слезинки не проронила?“. <…> Она ответила: „Потому что все слезы я выплакала на рабфаке, когда умоляла его в ОГПУ не идти“».
9 марта 1937 года решением ОСО при НКВД СССР осуждён к пяти годам ИТЛ. С 1937 по октябрь 1944 находился в системе лагерей (на золотых приисках Колымы, на дорожном строительстве в Уссурийском крае; весь 1944 работал на строительстве железнодорожного полотна стройки № 500, выполняя работу начальника командировки, помощника прораба и в большинстве случаев — бригадира земляных работ).
За отличную работу и выполнение правительственных заданий бригаде С. И. Броневого командованием строительства № 500 был освобождён досрочно и закреплён за стройкой до 1 сентября 1945. По освобождению назначен начальником базы.
В 1946 году выехал из мест заключения и до 1949 года проживал в городе Янгиюль, Ташкентской области. 9 февраля 1949 года был репрессирован повторно — решением ОСО МГБ СССР по статье 58.11 УК РФСФР подвергнут высылке в Казачинский район Красноярского края. Был освобождён 18 мая 1954 года.

### С 1954
С 1956 года Соломон Броневой проживал в городе Ростов-на-Дону. Работал хоздесятником в Стройуправлении № 1 треста «Ростовстрой».
С. И. Броневому был восстановлен партийный стаж, ему вернули орден Красной Звезды. Был награждён знаком «50 лет в КПСС».
30 декабря 2003 года Прокуратура Красноярского края реабилитировала С. И. Броневого в части осуждения в 1949 году органами ОСО МГБ СССР.

## Семья
Брат Абрам Факторович (1900—1918) погиб в Одессе в 1918 году; другой брат — Иегошия Факторович (впоследствии Александр Броневой, 1898—1940), был заместителем Наркома внутренних дел УССР по кадрам. Их сестра эмигрировала в США; впоследствии была занята в американской киноиндустрии; со слов Леонида Броневого, «она миллиардерша, у неё в Голливуде шесть студий».
Сёстры — Двойра (в замужестве  Фидлер, 1891—?), Ривка (в замужестве Брандман, 1893—?), Лея (1896) и Шейндель (близнец, 1906); братья — Мойше (1901), Яков (1909) и Александр (1914).
Жена — Белла Львовна Ландау (1907—1998), с ней познакомился в середине 1920-х годов в Киеве на рабфаке, где Соломон Иосифович учился на юриста, а Белла Львовна готовилась стать экономистом. Сын — народный артист СССР Леонид Сергеевич Броневой (1928 — 2017). Жена, беспокоясь о судьбе сына, развелась с репрессированным мужем, сменила сыну отчество с Соломонович на Сергеевич, уехала с сыном в Кировскую область, чтобы не портить будущее своему сыну, который должен был жить с клеймом «сын врага народа».
После 1936 года с женой вместе уже больше не жил. Сын Леонид Броневой со своим отцом после его освобождения общался периодически.

## Награждён
- До 1935 награждался грамотами, часами, боевым оружием (дважды).
- орден Красной Звезды (1932) (постановлением ЦИК СССР 23 октября 1936 года лишен ордена, но после реабилитации орден был возвращён).
- Почётный знак ВЧК-ГПУ (к 15-летию ВЧК-ГПУ, образца 1932) (8 апреля 1934, № 2175)
- Знак «50 лет пребывания в КПСС»
- Медаль «В ознаменование 100-летия со дня рождения Владимира Ильича Ленина»